# Strife
Strife es una banda de hardcore punk estadounidense, oriunda de Los Ángeles, California, formada en 1991.
En su trayectoria, han publicado cuatro álbumes de estudio, casi su totalidad con Victory Records. Además de presentarse en varios lados del mundo, como Europa, Japón (junto a Floorpunch), Sudamérica, y México.

## Historia
Strife nació de las cenizas de Stand As One, quienes solo grabaron un demo, titulado Begin To Care.
En 1994, la banda lanzó su primer álbum de estudio One Truth, por Victory Records. Este fue precedido por In This Defiance en 1997, el cual contó con Chino Moreno (Deftones), Dino Cazares (Fear Factory), e Igor Cavalera (Sepultura) como invitados.
En 1999, Strife se separó, debido a diferencias creativas y agotamiento. Victory lanzó Truth Through Defiance, una compilación de material en vivo e inédito.
Un año después, se reunieron para participar en varios conciertos benéficos. En 2001, publicaron Angermeans, el cual fue considerado como una continuación más madura y enfocada de In This Defiance.
En 2011, viajaron a Brasil para grabar Witness a Rebirth, junto a Igor Cavalera como baterista.
Su actividad discográfica reciente incluye el 12" Incision y el álbum en vivo Live At The Troubadour, ambos estrenados bajo War Records (sello propiedad de Andrew Kline); además, fueron relanzados los dos primeros álbumes.

## Miembros
| Miembros actuales - Rick Rodney – voces - Andrew Kline – guitarras - Todd Turnham – guitarras - Chad Peterson – bajo - Craig Anderson – batería | Miembros anteriores - Mike Hartsfield – guitarras - Mike Machin – guitarras - Sid Niesen – batería - Pepe Magana – batería - Aaron Rossi – batería |

## Discografía
Álbumes de estudio
- One Truth (1994, Victory)
- In This Defiance (1997, Victory)
- Angermeans (2002, Victory)
- Witness A Rebirth (2012, 6131)

Álbumes en vivo
- Live At The Troubadour (2017, War) – Grabación de 2005.

EPs
- My Fire Burns On 7" (1992, New Age)
- Strife 7" (1992, Indecision)
- Grey 7" (1995, Victory)
- Demo Days 7" (2012, Indecision)
- Carry The Torch 7" (2012, 6131, The Hundreds)
- Incision 12" (2015, War)

Compilaciones
- The California Takeover... Live (1996, Victory) – Compilación en vivo, junto a Earth Crisis y Snapcase.
- Truth Through Defiance (Unreleased And Rare Recordings) (1999, Victory)

## Videografía
Vídeos musicales
- "Blistered" (1997)
- "Through and Through" (1999)
- "Untitled" (1999)
- "Torn Apart" (2012)
- "Carry the Torch" (2013)

VHS
- One Truth Live (1996, Victory)